# Positivo Ypy
Positivo Ypy é um tablet produzido no Brasil. A linha Ypy é propriedade da empresa brasileira Positivo Informática e roda com sistema operacional Android 2.3.4 e foi o primeiro tablet a ser produzido nacionalmente. Os equipamentos podem ter telas capacitivas de 7 (420 g) ou 9,7 (700 g) polegadas em versões com Wi-fi e/ou 3G. Conta com 50 aplicativos nativos e acesso à loja Market. Conteúdo em português, como livros e músicas, podem ser baixado através do repositório Mundo Positivo.
A palabra ypy em tupi significa primeiro. O tablet foi anunciado em setembro de 2011.